# Ernesto Livacic Rojas
Ernesto Nicolás Livacic Rojas (10 de febrero de 1958) es un economista, académico, investigador y consultor chileno de origen croata. Se desempeñó como superintendente de Bancos e Instituciones Financieras durante el gobierno del presidente Eduardo Frei Ruiz-Tagle, entre 1998 y 2000.

## Familia y estudios
Hijo del matrimonio formado por el Premio Nacional de Ciencias de la Educación 1993, Ernesto Livacic Gazzano, y Betty Rojas Manríquez, ambos ya fallecidos, tiene siete hermanos, tres hombres y cuatro mujeres.
Estudió ingeniería comercial en la Universidad de Chile, titulándose en el año 1982. Posteriormente alcanzó un master of arts y una candidatura a doctor en economía en la Universidad de Notre Dame, en los Estados Unidos.

## Trayectoria profesional
Entre 1998 y 2000 se desempeñó como superintendente de Bancos e Instituciones Financieras, cargo que alcanzó después de haber sido intendente de Bancos y director de Estudios y Análisis Financiero en la misma repartición.
En el periodo 2000-2004 tuvo la responsabilidad de liderar la tramitación legislativa de la Ley Anti Lavado de Dinero y de la creación de la Unidad de Análisis Financiero (UAF) por parte del Ministerio de Hacienda. En el año 2004 fue director del Proyecto Sistema Integrado de Información y Control a través de las Auditorías en la Contraloría General de la República.
En el ámbito académico, fue director de la Escuela de Economía y Administración de la Universidad Central de Chile y presidente de la juntas directivas de la Universidad de Chile y de la propia Central. En esta debió enfrentar a partir de 2010 el complejo -y, a la larga, fallido- intento de venta a la Sociedad de Inversiones Norte-Sur, de la cual era accionista.
Ha realizado consultorías para organismos estatales de Uruguay, Ecuador, Panamá, Venezuela, Guatemala y Costa Rica, entre otros países. En 2013 se incorporó a la Municipalidad de Providencia como asesor de la alcaldesa Josefa Errázuriz.